# Chrysendeton
Chrysendeton is een geslacht van vlinders van de familie van de grasmotten (Crambidae), uit de onderfamilie van de Acentropinae. De wetenschappelijke naam en de beschrijving van dit geslacht zijn voor het eerst gepubliceerd in 1881 door Augustus Radcliffe Grote

## Soorten
- Chrysendeton anicitalis (Schaus, 1924)
- Chrysendeton autobella (Dyar, 1914)
- Chrysendeton azadasalis (Schaus, 1924)
- Chrysendeton bromachalis (Schaus, 1940)
- Chrysendeton bronachalis (Schaus, 1924)
- Chrysendeton chalcitis (C. Felder, R. Felder & Rogenhofer, 1875)
- Chrysendeton claudialis (Walker, 1859)
- Chrysendeton cumalis (Druce, 1896)
- Chrysendeton divulsalis (Walker, 1866)
- Chrysendeton imitabilis (Dyar, 1917)
- Chrysendeton kimballi Lange, 1956
- Chrysendeton mangholdalis (Schaus, 1924)
- Chrysendeton medicinalis (Grote, 1881)
- Chrysendeton melatornalis (Hampson, 1906)
- Chrysendeton minimalis (Herrich-Schäffer, 1871)
- Chrysendeton miralis (Möschler, 1890)
- Chrysendeton nigrescens Heppner, 1991
- Chrysendeton romanalis (Druce, 1896)
- Chrysendeton tessellalis (Hampson, 1897)
- Chrysendeton vacuolata (Dyar, 1914)